# Rubén Darío
Félix Rubén García Sarmiento, més conegut com a Rubén Darío (Metapa, actualment Ciudad Darío, Matagalpa, (Nicaragua) 18 de gener de 1867 - León (Nicaragua), 6 de febrer de 1916), fou un poeta, periodista i diplomàtic nicaragüenc. Alguns erudits el consideren "Príncipe de las letras castellanas" i el pare del modernisme. Destaca entre els poetes llatinoamericans i sobresurt entre els nicaragüencs.
Les seves obres més destacades són Azul (1888), Prosas profanas i Cantos de Vida y esperanza. Els tres llibres marquen una evolució cap a l'intimisme però comparteixen un mateix estil, el modernista. Rubén Darío va estar molt influenciat per la poesia romàntica francesa, el parnassianisme i el simbolisme. Del primer moviment va treure la sentimentalitat exacerbada i la passió pels escenaris exòtics, del segon la recerca de la musicalitat i el vers perfecte i dels simbolistes les metàfores. Aquestes influències són sobretot formals, però els referents temàtics solen ser espanyols, ja que pateix una preocupació per la cultura espanyola en la línia de l'anomenada "Generació del 98".

## Biografia

### Principis
Va néixer a Metapa, avui anomenada Ciudad Darío, departament de Matagalpa, Nicaragua, el 18 de gener de 1867. Va morir a León, Nicaragua, el 6 de febrer de 1916. Encara que segons la seva fe de baptisme el primer cognom de Rubén era García, la família paterna era coneguda des de generacions pel cognom Darío. El propi Rubén l'explica en la seva autobiografia: 
| « | Segons el que alguns ancians d'aquella ciutat de la meva infància m'han referit, un dels meus rebesavis tenia per nom Darío. A la petita població el coneixia tothom pel senyor Darío; als seus fills i filles, pels Daríos, les Daríos. Hi va anar així desapareixent el primer cognom, a punt de que la meva besàvia paterna signava ja Rita Darío; i això, convertit en patronímic, va arribar a adquirir valor legal; perquè el meu pare, que era comerciant, va realitzar tots els seus negocis ja amb el nom de Manuel Darío [...] | » |

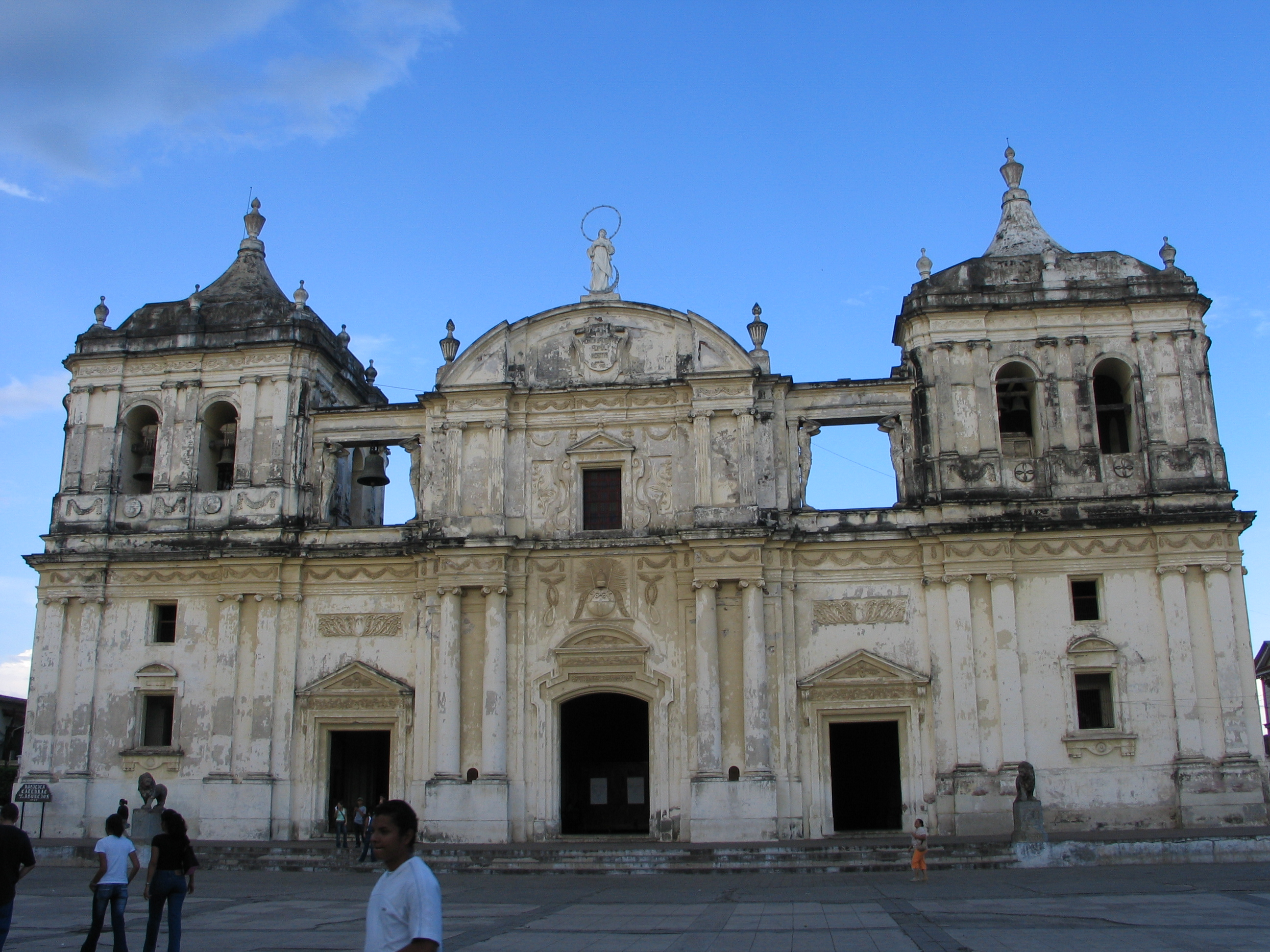
La catedral-basílica de la Asunción, a la ciudat de León, on va transcórrer la infància del poeta. Les seves restes es troben sepultades en aquesta església.

Fill de pares separats (Manuel Darío y Josefa Sarmiento), va néixer de casualitat a Metapa a mig viatge de la seva mare cap a Hondures. Rubén es considerava de León, car s'hi va criar amb la seva àvia i hi va passar tota la infantesa.
Entre els primers llibres que esmenta haver llegit hi ha El Quixot, les obres de Moratín, Les mil i una nits, la Bíblia, els Oficis de Ciceró, i la Corinne de Madame de Staël. Aviat va començar també a escriure els seus primers versos: es conserva un sonet escrit el 1879, i va publicar per primera vegada en un diari poc després de complir els tretze anys: es tracta de l'elegia Una lágrima que va aparèixer al diari El Termómetro, de la ciutat de Rivas, el 26 de juliol de 1880. Poc després va col·laborar també en El Ensayo, revista literària de León, i va assolir fama com «poeta nen». En aquests primers versos, segons Teodosio Fernández, les seves influències predominants eren els poetes espanyols de l'època José Zorrilla, Ramón de Campoamor, Gaspar Núñez de Arce i Ventura de la Vega. Més endavant, tanmateix, es va interessar molt per l'obra de Víctor Hugo, que tindria una influència determinant en la seva obra poètica. Les seves obres d'aquesta època mostren també el pensament liberal, hostil a l'excessiva influència de l'església catòlica, com és el cas de la seva composició El jesuita, de 1881. Pel que fa a la seva actitud política, la seva influència més destacada va ser l'equatorià Juan Montalvo, a qui va imitar deliberadament en els seus primers articles periodístics. Ja en aquesta època va projectar publicar un primer llibre, Poesías y artículos en prosa, que no veuria la llum fins al cinquantenari de la seva mort. Amb 14 anys l'àvia el va dur a Managua, on al cap de poc temps se'l coneixia com a erudit, escriptor i artista prodigi. Només era un adolescent però ja llegia poetes francesos, posseïa una memòria superdotada, una creativitat i una retentiva genials, i sovint el convidaven a recitar poesia.
Poc després, a l'agost de 1882, s'embarcava en el port de Corint (Nicaragua), cap a El Salvador.

### El Salvador
A El Salvador, el jove Darío va ser presentat pel poeta Joaquín Méndez al president de la República, Rafael Zaldívar, qui el va acollir sota la seva protecció. Allà va conèixer el poeta salvadorenc Francisco Gavidia, gran coneixedor de la poesia francesa. Sota els seus auspicis, Darío va intentar per primera vegada adaptar l'alexandrí francès a la mètrica castellana. L'ús de l'alexandrí es convertiria després en un tret distintiu no solament de l'obra de Darío, sinó de tota la poesia modernista. Encara que a El Salvador va gaudir de força celebritat i va portar una intensa vida social, participant en festes com la commemoració del centenari de Bolívar, que va obrir amb la recitació d'un poema seu, més tard les coses van començar a empitjorar: va passar penalitats econòmiques i va emmalaltir de verola, per la qual cosa a l'octubre de 1883, encara convalescent, va tornar al seu país natal.
Després del seu retorn, va residir breument a León i després a Granada, però finalment es va traslladar novament a Managua, on va trobar feina en la Biblioteca Nacional de Nicaragua, i va reprendre els seus enamoriscaments amb Rosario Murillo. Al maig de 1884 va ser condemnat per vagància a la pena de vuit dies d'obra pública, encara que va aconseguir eludir el compliment de la condemna. Aleshores continuava experimentant amb noves formes poètiques, i fins i tot va arribar a tenir un llibre a punt per a la seva impressió, que tindria per títol Epístolas y poemas. Aquest segon llibre tampoc va arribar a publicar-se: hauria d'esperar fins 1888, en què va aparèixer per fi amb el títol de Primeras notas. Va provar sort també amb el teatre, i va arribar a estrenar una obra, titulada Cada oveja..., que va tenir un cert èxit, però que avui s'ha perdut. Malgrat tot, trobava insatisfactòria la vida a Managua i, aconsellat pel salvadorenc Juan José Cañas, va optar per embarcar-se cap a Xileel 5 de juny de 1886.

### Xile

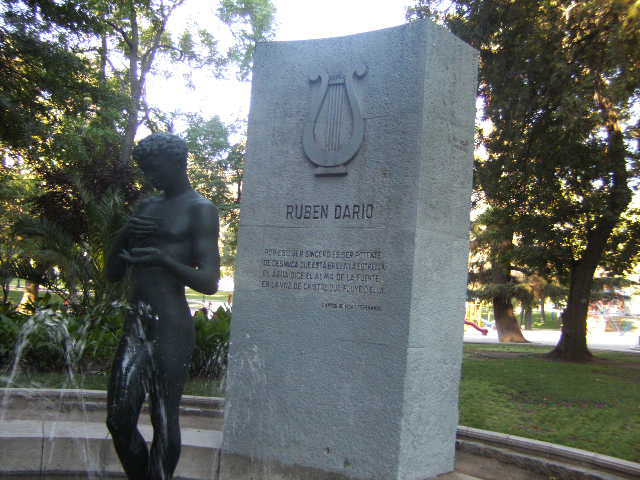
Monument a Rubén Darío en el Parque Forestal a Santiago de Xile.

Va desembarcar a Valparaíso el 24 de juny de 1886, segons les memòries del propi Rubén Darío detallades pel seu biògraf Edelberto Torres Espinosa, o en els primers dies de juny segons suggereixen Francisco Contreras i Flavio Rivera Montealegre. A Xile, gràcies a recomanacions obtingudes a Managua, va rebre la protecció d'Eduardo Poirier i del poeta Eduardo de la Barra. Amb Poirier va escriure una novel·la de tipus sentimental, titulada Emelina, a fi de participar en un concurs literari que la novel·la no va arribar a guanyar. Gràcies a l'amistat de Poirier, Darío va trobar feina en el diari La Época, de Santiago de Xile des de juliol de 1886.
Gràcies al suport del poeta Pedro Balmaceda i d'un altre amic, Manuel Rodríguez Mendoza, a qui el llibre està dedicat, Darío va aconseguir publicar el seu primer llibre de poemes, Abrojos, que va aparèixer el març de 1887. Entre febrer i setembre de 1887, Darío va residir a Valparaíso, on va participar en diversos certàmens literaris. De tornada a la capital, va trobar feina en el diari El Heraldo, amb el qual va col·laborar entre febrer i abril de 1888. El mes de juliol, va aparèixer a Valparaíso, gràcies a l'ajut dels seus amics Eduardo Poirier i Eduardo de la Barra, Azul..., el llibre clau de l'acabada d'iniciar revolució literària modernista. El llibre no va tenir un èxit immediat, però va ser molt ben acollit per l'influent novel·lista i crític literari espanyol Juan Valera y Alcalá Galiano, qui va publicar en el diari madrileny El Imparcial, l'octubre de 1888, dues cartes dirigides a Rubén Darío, en les quals, encara que reprotxava a Darío les seves excessives influències franceses -el seu «gal·licisme mental», segons l'expressió utilitzada per Valera-, reconeixia en ell a «un prosista i un poeta de talent». Van ser aquestes cartes de Valera, després divulgades en la premsa xilena i d'altres països, les que van consagrar definitivament la fama de Darío.
L'any 1890 va publicar a Guatemala la segona edició del seu reeixit llibre de poemes Azul..., de manera substancial ampliat, i portant com a pròleg les dues cartes de Juan Valera que havien suposat la seva consagració literària -de llavors ençà, és habitual que les cartes de Valera apareguin a totes les edicions d'aquest llibre de Rubén Darío-. Entre les addicions importants a la segona edició d'Azul... destaquen els Sonetos áureos (Caupolicán, Venus y De invierno) i Los medallones en nombre de sis, als quals se sumen els Èchos, tres poemes redactats en francès. Al gener de l'any següent, la seva esposa, Rafaela Contreras, es va reunir amb ell a Guatemala, i l'11 de febrer van contreure matrimoni religiós en la catedral de Guatemala. Al juny, el diari que dirigia Darío, El Correo de la Tarde, va deixar de percebre la subvenció governamental, i va haver de tancar. Darío va optar per temptar la sort a Costa Rica, i es va instal·lar a l'agost d'aquell any en la capital del país, San José. A Costa Rica, on amb prou feines era capaç de tirar avant la seva família, aclaparat pels deutes malgrat algunes feines eventuals, va néixer el seu primer fill, Rubén Darío Contreras, el 12 de novembre de 1891.

### Viatges
L'any següent, deixant la seva família a Costa Rica, va marxar a Guatemala, i després a Nicaragua, a la recerca de millor sort. Inesperadament, el govern nicaragüenc el va nomenar membre de la delegació que aquest país enviaria a Madrid amb motiu del quart centenari del descobriment d'Amèrica, el que per a Darío suposava veure realitzat el seu somni de viatjar a Europa.
En el viatge cap a Espanya va fer escala en L'Havana, on va conèixer el poeta Julián del Casal, i altres artistes, com Aniceto Valdivia i Raoul Cay. El 14 d'agost de 1892 va desembarcar a Santander, des d'on va seguir viatge per tren cap a Madrid. Entre les personalitats que va freqüentar en la capital d'Espanya estan els poetes Gaspar Núñez de Arce, José Zorrilla i Salvador Rueda, els novel·listes Juan Valera y Alcalá Galiano i Emilia Pardo Bazán, l'erudit Marcelino Menéndez Pelayo, i varis destacats polítics, com Emilio Castelar i Antonio Cánovas del Castillo. Al novembre va regressar novament a Nicaragua, on va rebre un telegrama procedent de San Salvador en què se li notificava la malaltia de la seva esposa, que va morir el 23 de gener de 1893.
A començaments de 1893, Rubén va romandre a Managua, on va renovar els seus enamoriscaments amb Rosario Murillo, la família de la qual el va obligar a contreure matrimoni amb la jove.
Per l'abril va viatjar a Panamà, on va rebre la notícia que el seu amic, el president de Colòmbia Miguel Antonio Caro li havia concedit el càrrec de cònsol honorífic a Buenos Aires. Va deixar Rosario a Panamà, i va emprendre el viatge cap a la capital argentina -en un periple que primer el porta a l'Amèrica del Nord i Europa-, passa breument per Nova York, ciutat on coneix l'il·lustre poeta cubà José Martí Pérez, amb qui l'unien no poques afinitats; i després realitza el seu somni juvenil de viatjar a París, on va ser introduït en els mitjans bohemis pel guatemalenc Enrique Gómez Carrillo i l'espanyol Alejandro Sawa. A la capital francesa, va conèixer Jean Moréas i va tenir una decebedora trobada amb el seu admirat Paul Verlaine -possiblement el poeta francès que més va influir en la seva obra-. Finalment, el 13 d'agost de 1893 va arribar a Buenos Aires, ciutat que li va causar una profunda impressió. Enrere va quedar la seva esposa Rosario, encinta del poeta; el 26 de desembre dona a llum un nen, batejat com Darío Darío, del qual diria la seva mare: «la seva semblança amb el pare era perfecta». Tanmateix, la criatura morirà a conseqüència del tètanus, al mes i mig de nascut, perquè la seva àvia materna li va tallar el cordó umbilical amb unes tisores que no estaven desinfectades.

### Argentina
A Buenos Aires, Darío va ser molt ben rebut per part dels mitjans intel·lectuals. Va col·laborar amb diversos diaris: a més a més de La Nación, del qual ja era corresponsal, va publicar articles en La Prensa, La Tribuna i El Tiempo, per citar-ne alguns. El seu treball com a cònsol de Colòmbia era merament honorífic, ja que, com ell pròpiament indica en la seva autobiografia, «no hi havia gairebé colombians a Buenos Aires i no existien transaccions ni canvis comercials entre Colòmbia i la República Argentina». En la capital argentina va portar una vida desenfrenada, sempre al caire de les seves possibilitats econòmiques, i els seus excessos amb l'alcohol van ser causa que hagués de rebre atencions mèdiques algunes vegades. Entre els personatges que va tractar allà es troben polítics il·lustres, com Bartolomé Mitre, però també poetes com el mexicà Federico Gamboa, el bolivià Ricardo Jaimes Freyre i els argentins Rafael Obligado i Leopoldo Lugones.
A l'octubre de 1895 va sorgir un nou contratemps, ja que el govern colombià va suprimir el seu consolat a Buenos Aires, per la qual cosa Darío es va quedar sense una important font d'ingressos. El 1896, a Buenos Aires, va publicar dos llibres crucials en la seva obra: Los raros, una col·lecció d'articles sobre els escriptors que, per una raó o una altra, més li interessaven; i, sobretot, Prosas profanas y otros poemas, el llibre que va suposar la consagració definitiva del Modernisme literari hispanoamericà. Com el propi Rubén explica en la seva autobiografia, amb el temps els poemes d'aquest llibre assolirien una gran popularitat en tots els països de llengua castellana. Tanmateix, en els seus començaments no va ser tan ben rebuts com hagués estat d'esperar.
Les peticions de Darío al govern nicaragüenc perquè li concedís un càrrec diplomàtic no van ser ateses; el poeta va veure una possibilitat de viatjar a Europa quan va saber que el diari La Nación necessitava un corresponsal a Espanya que informés de la situació en el país després del desastre de 1898. Amb motiu de la intervenció militar dels Estats Units a Cuba, Rubén Darío va encunyar, dos anys abans que ho fes José Enrique Rodó, l'oposició metafòrica entre el personatges de Shakespeare: Ariel (personificació de l'Amèrica Llatina) i Calibán (el monstre que representa metafòricament els Estats Units). El 3 de desembre de 1898, Darío s'embarcava de nou rumb a Europa. El 22 de desembre arribava a Barcelona.

### Entre París i Espanya
Darío va arribar a Espanya amb el compromís, que va complir impecablement, d'enviar quatre cròniques mensuals a La Nación sobre l'estat en el qual es trobava la nació espanyola després de la seva derrota enfront dels Estats Units en la guerra hispano-estatunidenca, i la pèrdua de les seves possessions colonials de Cuba, Puerto Rico, Filipines i l'illa de Guam. Aquestes cròniques acabarien recopilant-se en un llibre, que va aparèixer el 1901, titulat España Contemporánea. Crónicas y retratos literarios. En elles, Rubén manifesta la seva profunda simpatia per Espanya, i la seva confiança en la recuperació de la nació, malgrat l'estat d'abatiment en el qual la trobava. A Espanya, Darío va despertar l'admiració d'un grup de joves poetes defensors del Modernisme -moviment que no era en absolut acceptat pels autors consagrats, especialment els pertanyents a la Reial Acadèmia Espanyola-. Entre aquests joves modernistes es trobaven alguns autors que després brillarien amb llum pròpia en la història de la literatura espanyola, com Juan Ramón Jiménez, Ramón María del Valle-Inclán i Jacinto Benavente.

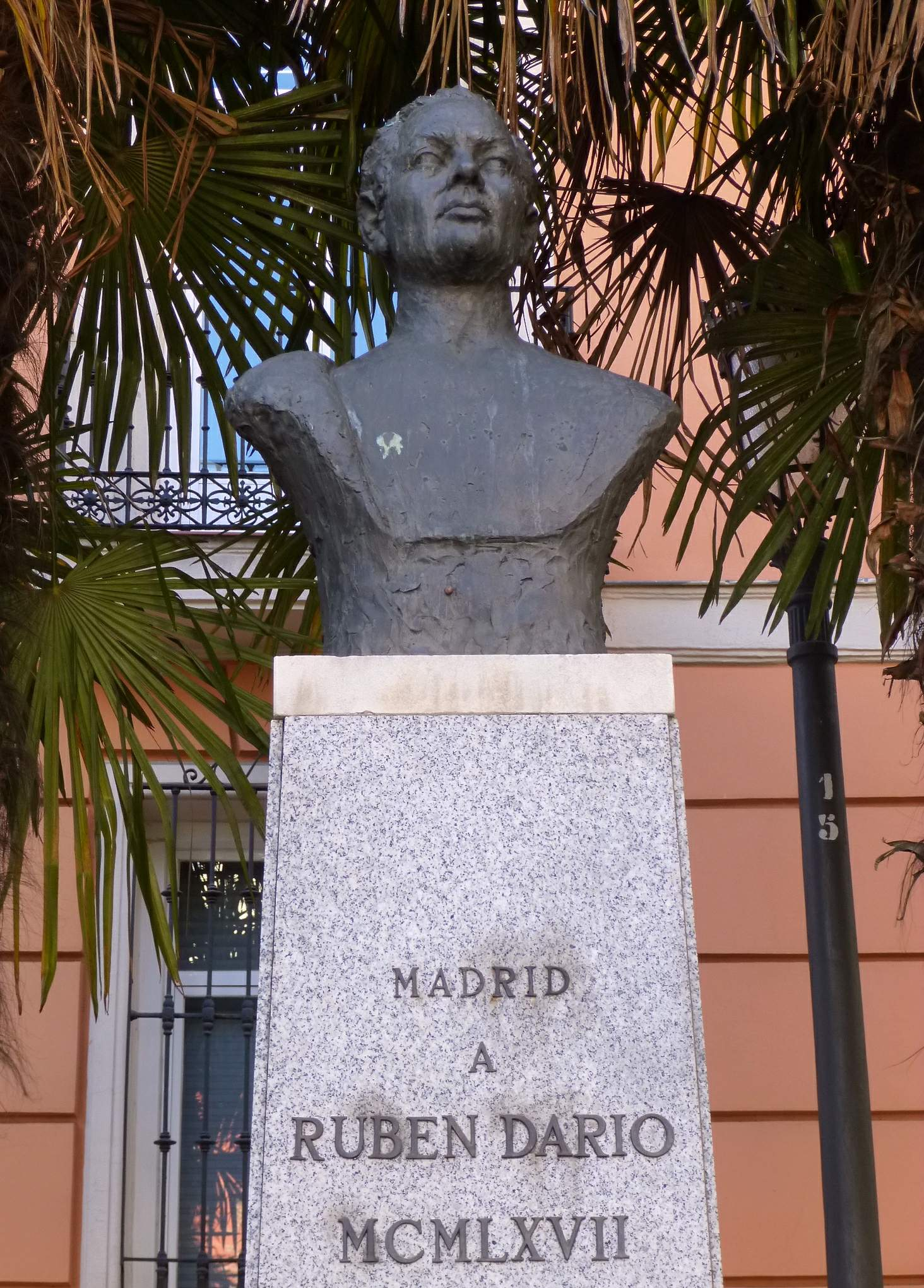
Glorieta de Rubén Darío a Madrid.

El 1899, Rubén Darío, que continuava legalment casat amb Rosario Murillo, va conèixer, en els jardins de la Casa de Campo de Madrid, a la filla del jardiner, Francisca Sánchez del Pozo, una camperola analfabeta natural de Navalsauz (província d'Àvila), que es convertiria en la companya dels seus últims anys. Ell la va portar a París i li va ensenyar a llegir i a escriure, es van casar pel civil i li va donar tres fills, dels quals només un el sobreviurà; va ser el gran amor de la seva vida i el poeta li va dedicar el seu poema "A Francisca":
Ajena al dolor y al sentir artero, / llena de la ilusión que da la fe, / lazarillo de Dios en mi sendero, / Francisca Sánchez, acompañamé...
El mes d'abril de 1900 Darío va visitar per segona vegada París, amb l'encàrrec de La Nación de cobrir l'Exposició Universal que aquest any va tenir lloc en la capital francesa. Les seves cròniques sobre aquest tema serien recollides posteriorment en el llibre Peregrinaciones. En aquell temps va conèixer a la "ciutat de la llum" a Amado Nervo, qui seria el seu amic més proper.
En els primers anys del segle xx, Darío va fixar el seu lloc de residència en la capital de França, i va assolir una certa estabilitat, no exempta d'infortunis. El 1901 va publicar a París la segona edició de Prosas profanas. Aquest mateix any Francisca va donar a llum una filla del poeta, Carmen Darío Sánchez, i, després del part, va viatjar a París a reunir-se amb ell, deixant la nena a cura dels seus avis. La nena moriria de verola poc després, sense que el seu pare arribés a conèixer-la.
El 1902, Darío va conèixer en la capital francesa un jove poeta espanyol, Antonio Machado, declarat admirador de la seva obra. Al març de 1903 va ser nomenat cònsol de Nicaragua, i això li va permetre viure amb més benestar econòmic. Al mes següent va néixer el seu segon fill amb Francisca, Rubén Darío Sánchez, dit pel seu pare "Phocás el campesino", mort d'una broncopneumònia l'any 1905. Durant aquests anys, Darío va viatjar per Europa, visitant, entre d'altres països, Gran Bretanya, Bèlgica, Alemanya i Itàlia.
Es va desplaçar a Espanya, l'any 1905, com a membre d'una comissió nomenada pel govern nicaragüenc amb la finalitat de resoldre una disputa territorial amb Hondures. Aquest any va publicar a Madrid el tercer dels llibres capitals de la seva obra poètica: Cantos de vida y esperanza, los cisnes y otros poemas, editat per Juan Ramón Jiménez. També daten de 1905 alguns dels seus més memorables poemes, com Salutación del optimista y A Roosevelt, en els quals enalteix el caràcter hispànic enfront de l'amenaça de l'imperialisme nord-americà. En particular, el segon, dirigit a l'aleshores president dels Estats Units, Theodore Roosevelt:
Eres los Estados Unidos, / eres el futuro invasor / de la América ingenua que tiene sangre indígena, / que aún reza a Jesucristo y aún habla en español.
Va interrompre la seva tranquil·litat l'arribada a París de la seva esposa, Rosario Murillo, que es negava a acceptar el divorci llevat que se li garantís una compensació econòmica que el poeta va jutjar desproporcionada. Al març de 1907, quan anava a fer cap a París, el seu alcoholisme estava ja molt avançat, va caure greument malalt. Cap a finals d'any va néixer el quart fill del poeta i Francisca, Rubén Darío Sánchez, dit pel seu pare "Güicho", i l'únic fill supervivent de la parella.

### Ambaixador a Madrid

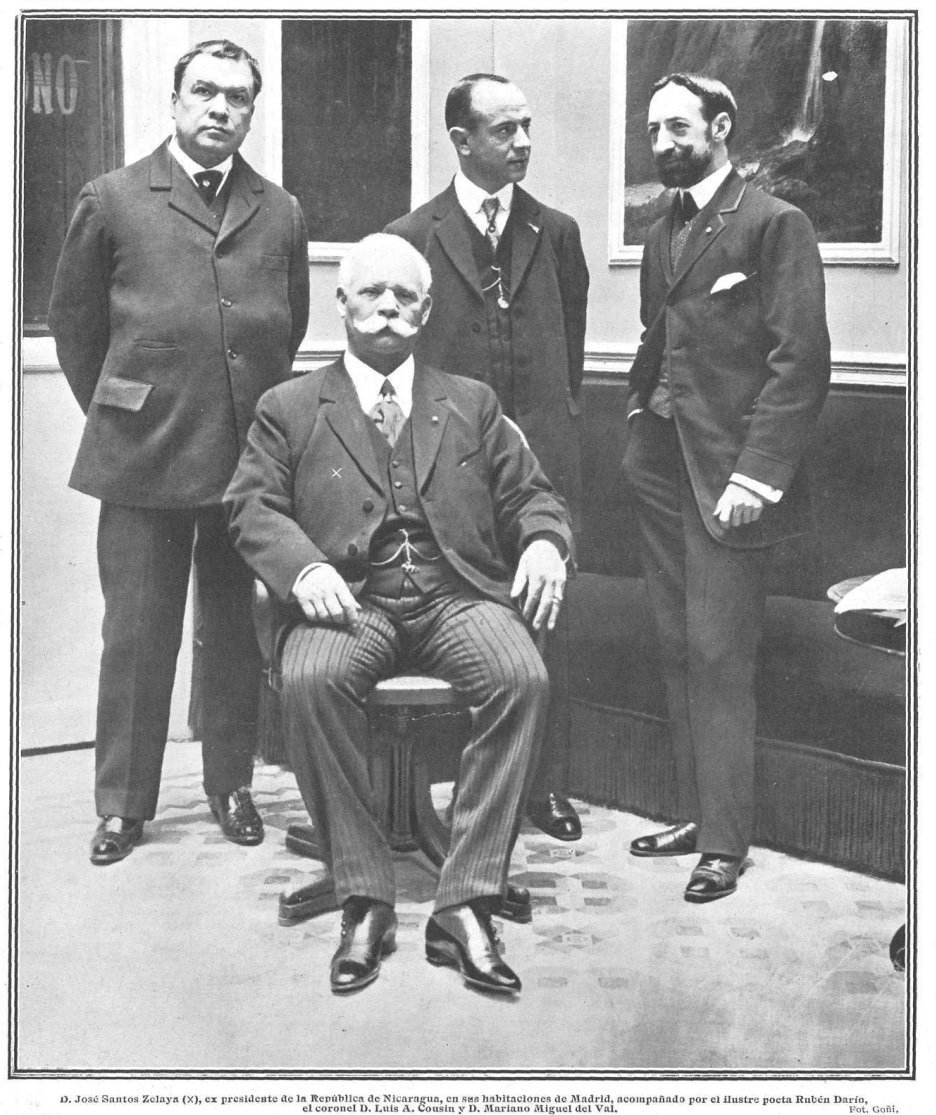
Rubén Darío (esquerra), al costat de José Santos Zelaya (assegut), al costat del coronel Luis A. Cousin i Mariano Miguel de Val a Madrid el 1910.

Després de dues breus escales a Nova York i a Panamà, el poeta va arribar a Nicaragua, on se li va tributar una rebuda triomfal, i se'l va omplir d'honors, encara que no va tenir èxit a la seva demanda de divorci. A més a més, no se li van pagar els honoraris que se li devien pel seu càrrec de cònsol, per la qual cosa es va veure impossibilitat de regressar a París. Després de mesos de gestions, va aconseguir un altre nomenament, aquesta vegada com a ministre diplomàtic a Madrid del govern nicaragüenc de José Santos Zelaya. Va tenir problemes, tanmateix, per fer front a les despeses de la seva delegació davant el reduït del seu pressupost, i va passar dificultats econòmiques durant els seus anys com a ambaixador, que només va poder solucionar parcialment gràcies al sou que rebia de La Nación i parcialment gràcies a l'ajut del seu amic i director de la revista Ateneo, Mariano Miguel de Val, que es va oferir com a secretari gratuït de la delegació de Nicaragua quan la situació econòmica era insostenible, i la seu de la qual que es va instal·lar al carrer Serrano 27. Quan Zelaya va ser enderrocat, Darío va haver de renunciar al seu lloc diplomàtic, el que va fer el 25 de febrer de 1909.
Durant l'exercici del seu càrrec diplomàtic, es va enemistar amb el seu antic amic Alejandro Sawa, qui li havia sol·licitat ajut econòmic sense que les seves peticions fossin escoltades per Darío. La correspondència entre tots dos deixa entendre que Sawa va ser el veritable autor d'alguns dels articles que Darío havia publicat en La Nación.

### Últims anys
Després d'abandonar el seu lloc al capdavant de la delegació diplomàtica nicaragüenca, Darío es va traslladar novament a París, on es va dedicar a preparar nous llibres, com Canto a la Argentina, encarregat per La Nación. El seu alcoholisme el causava freqüents problemes de salut, i crisis psicològiques, caracteritzades per moments d'exaltació mística i per una fixació obsessiva amb la idea de la mort.

El 1910, va viatjar a Mèxic com a membre d'una delegació nicaragüenca per commemorar el centenari de la independència del país. El govern nicaragüenc va canviar mentre es trobava de viatge, i el dictador mexicà Porfirio Díaz es va negar a rebre l'escriptor. Tanmateix, Darío va ser rebut triomfalment pel poble mexicà, que es va manifestar a favor del poeta i en contra del seu govern. En la seva autobiografia, Darío relaciona aquestes protestes amb la Revolució Mexicana, aleshores a punt de produir-se:
| « | Per la primera vegada, després de trenta-tres anys de domini absolut, va apedregar-se la casa del vell Cesari que havia imperat. I allà es va veure, es pot dir, el primer llampec de la revolució que portés el destronament. | » |

 El novembre de 1910 va tornar novament a París, on va continuar estant corresponsal del diari La Nación i va exercir un treball per al Ministeri d'Instrucció Pública mexicà que potser li havia estat ofert a manera de compensació per la humiliació patida.

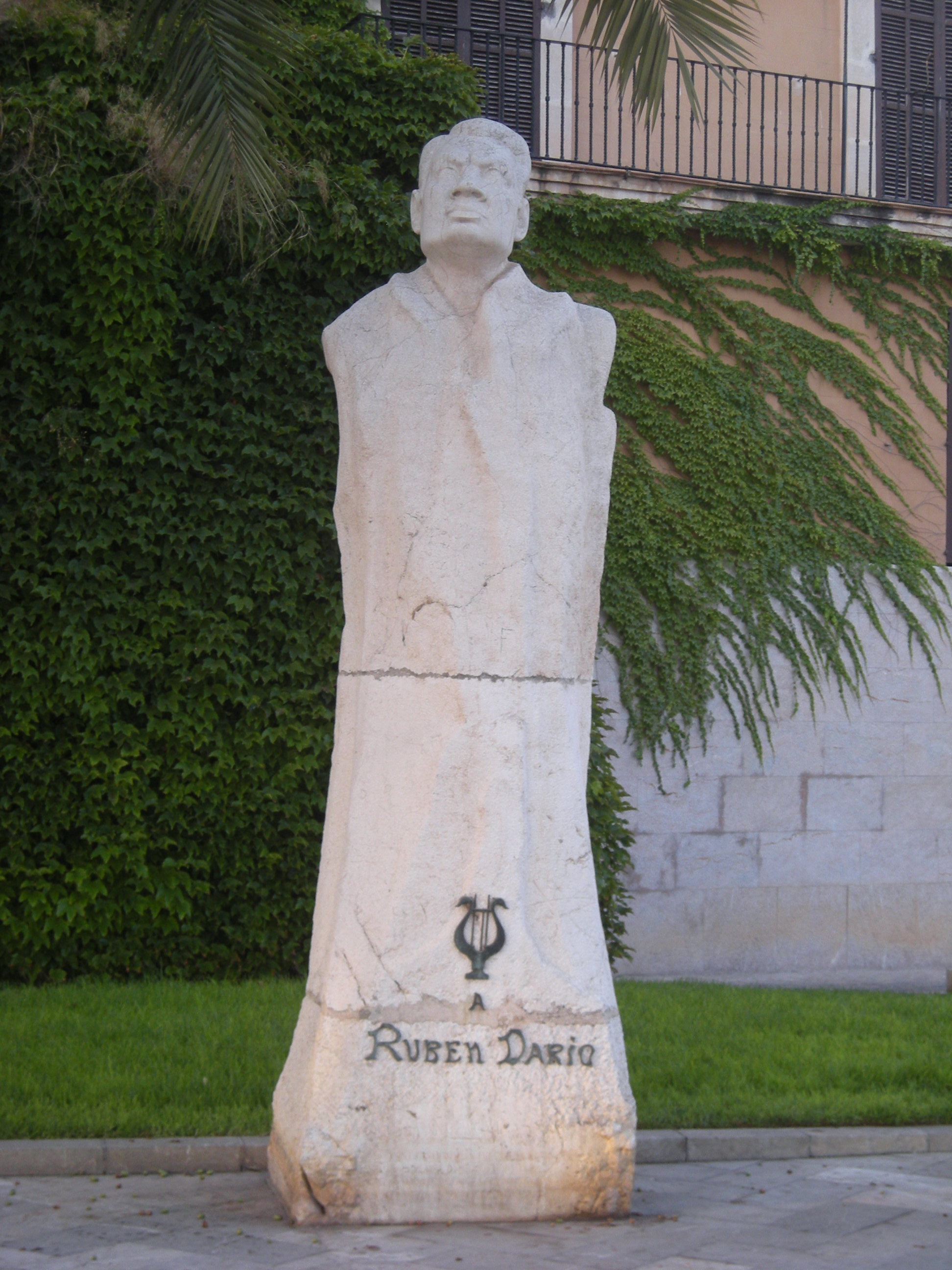
Escultura a Rubén Darío al Passeig Marítim de Palma.

El 1913, va viatjar a Mallorca invitat per Joan Sureda, i es va allotjar en la cartoixa de Valldemossa, en la que tres quarts de segle enrere havien residit Chopin i George Sand. En aquesta illa va començar Rubén la novel·la El oro de Mallorca, que és, de fet, una autobiografia novel·lada. Es va accentuar, tanmateix, el deteriorament de la seva salut mental, a causa del seu alcoholisme. Al desembre va regressar a Barcelona, on es va allotjar a casa del general Zelaya, que havia estat el seu protector mentre va ser president de Nicaragua. El gener de 1914 va tornar a París i al maig es va instal·lar en Barcelona (a la torre del carrer de Ticià 16, al barri dels Penitents), amb la intenció de quedar-s'hi i recuperar la salut, que ja tenia molt deteriorada: sofria d'al·lucinacions, i estava patològicament obsessionat amb la idea de la mort. Va fer amistat amb Santiago Rusiñol, Antoni Rubió i Lluch i Pompeu Gener i va conèixer els intel·lectuals de la ciutat. Hi va donar a la impremta la seva última obra poètica d'importància, Canto a la Argentina y otros poemas, que inclou el poema laudatori del país austral que havia escrit anys enrere per encàrrec de La Nación.
En esclatar la Primera Guerra Mundial, el 25 d'octubre del mateix 1914 va partir cap a Amèrica, amb la idea de defensar el pacifisme per a les nacions americanes. Enrere va quedar Francisca amb els seus dos fills supervivents, als quals l'abandonament del poeta hauria de llançar poc després a la misèria. El gener de 1915 va llegir, en la Universitat de Colúmbia, de Nova York, el seu poema "Pax". Va continuar el viatge cap a Guatemala, on va ser protegit pel seu antic enemic, el dictador Manuel Estrada Cabrera, i a la fi d'any, va tornar a la seva terra natal a Nicaragua. Va arribar a León, la ciutat de la seva infància, el 7 de gener de 1916 i va morir menys d'un mes més tard, el 6 de febrer. Els honors fúnebres van durar alguns dies presidides pel bisbe de León Simeón Pereira y Castellón i el president Adolfo Díaz Recinos. Va ser sepultat en la Catedral de Lle el 13 de febrer del mateix any, al peu de l'estàtua de sant Pau a prop del presbiteri.
L'arxiu de Rubén Darío va ser donat per Francisca Sánchez al govern d'Espanya el 1956 i ara és en la Biblioteca de la Complutense de Madrid. Amb Darío va tenir Francisca quatre fills -tres van morir sent molt petits, l'altre en la maduresa, està enterrat a Mèxic-. Mort Darío, Francisca es va casar amb José Villacastín, un home culte, que va gastar tota la seva fortuna en recollir l'obra de Rubén que es trobava dispersa per tot el món i que va lliurar per a la seva publicació a l'editor Aguilar, de qui era bon amic.

## Rubén Darío i la Generació del 98
Des de la seva segona visita a Espanya, Darío es va convertir en el mestre i inspirador d'un grup de joves modernistes espanyols, entre els que hi eren Juan Ramón Jiménez, Ramón Pérez de Ayala, Francisco Villaespesa, Ramón del Valle-Inclán, i els germans Antonio Machado i Manuel Machado, col·laboradors de la revista Helios, dirigida per Juan Ramón Jiménez.

En diversos textos, tant en prosa com en vers, Darío va fer mostra del respecte que li mereixia la poesia d'Antonio Machado, a qui va conèixer a París el 1902. Una de les primeres vegades va ser en una crònica titulada Nuevos poetas españoles, que es va recollir en el llibre Opiniones (1906), on escriu el següent:
| « | Antonio Machado és potser el més intens de tots. La música del seu vers va en el seu pensament. Ha escrit poc i meditat molt. La seva vida és la d'un filòsof estoic. Sap dir les seves ensenyances en frases profundes. S'interna en l'existència de les coses, en la natura. | » |

Menys entusiasme per l'obra de Darío van manifestar d'altres membres de la Generació del 98, com Unamuno i Baroja. Sobre la seva relació amb aquest últim, s'explica una curiosa anècdota, segons la qual Darío hauria dit de Baroja: «És un escriptor de molta substància, Baroja: es nota que ha estat forner», i aquest últim hauria contraatacat amb la frase: «També Darío és escriptor de molta ploma: es nota que és indi».

## Poesia

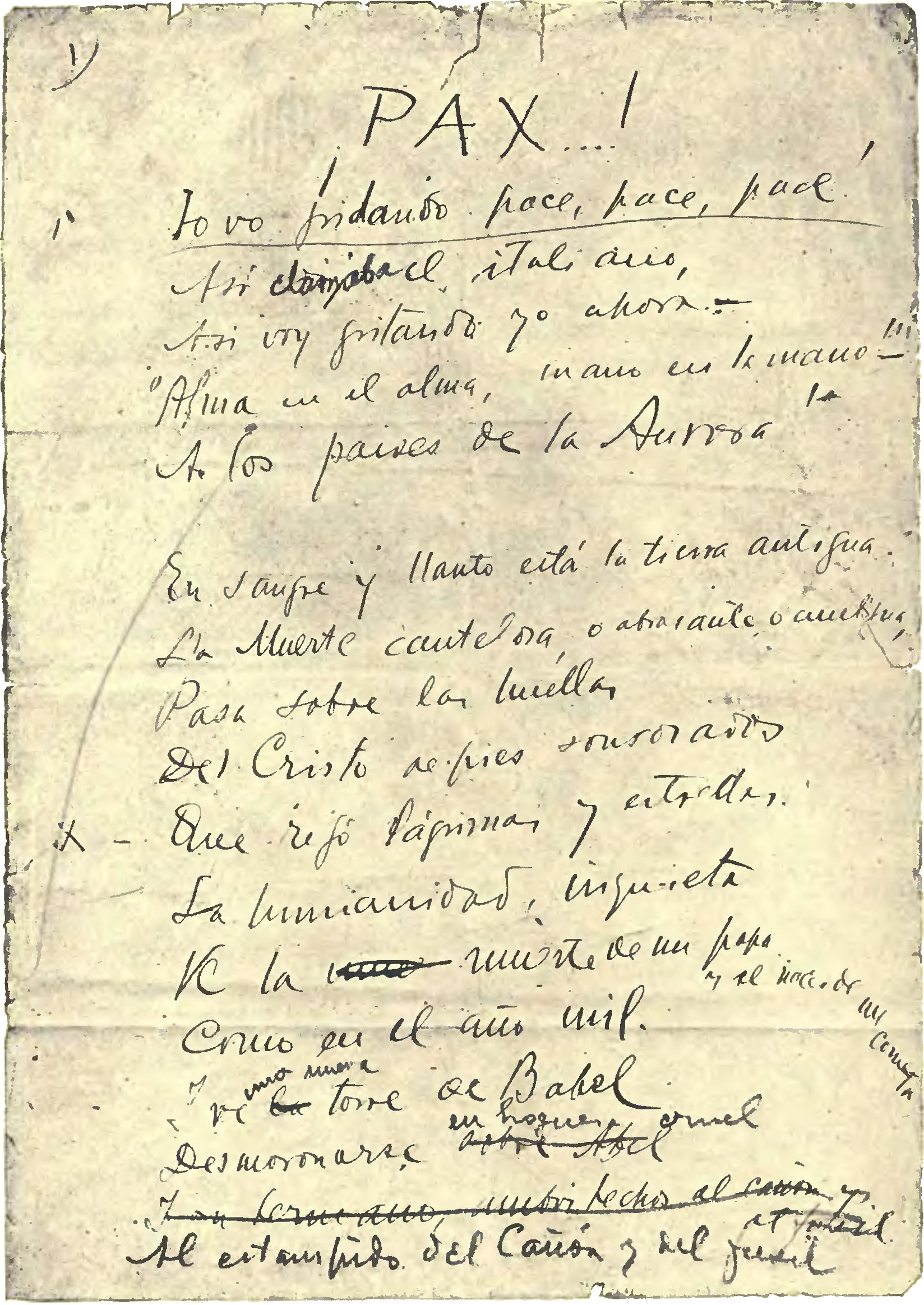
Facsímil del poema "Pax".

No tots els poemes de Darío van ser recollits en llibres en vida del poeta. Molts d'ells, apareguts únicament en publicacions periòdiques, van ser recopilats després de la seva mort. Un exemple, representatiu de la seva etapa de maduresa literària, és la poesia titulada s: Los motivos del lobo publicada en Mundial Magazine el 1913, tres anys abans de la mort de Darío. Inspirada en el capítol XXI de les Florecillas de San Francisco que narra la conversió del llop de Gubbio per part de Francesc d'Asís, la versió dariana canvia el desenllaç del relat, per imprimir un caràcter absolutament líric als acords finals del poema, fent que el llop regressi a la muntanya a causa de la maldat dels homes.

### Influències
Per a la formació poètica de Rubén Darío va ser determinant la influència de la poesia francesa. En primer lloc, els romàntics, i molt especialment Victor Hugo. Més endavant, i amb caràcter decisiu, arriba la influència dels parnassians: Théophile Gautier, Leconte de Lisle, Catulle Mendès i José María de Heredia. I, finalment, el que acaba per definir l'estètica dariana és la seva admiració pels simbolistes, i entre ells, per damunt de qualsevol altre autor, Paul Verlaine. Recapitulant la seva trajectòria poètica en el poema inicial de Cantos de vida y esperanza (1905), el propi Darío sintetitza les seves principals influències afirmant que va ser «amb Hugo fort i amb Verlaine ambigu».

En les :"Palabras Liminares" de Prosas profanas (1896) havia escrit un paràgraf que revela la importància de la cultura francesa en el desenvolupament de la seva obra literària: 
| «                                    | L'avi espanyol de barba blanca m'assenyala una sèrie de retrats il·lustres: "Aquest -em diu- és el gran senyor Miguel de Cervantes Saavedra, geni i manc; aquest és Lope de Vega, aquest Garcilaso, aquest Quintana". Jo li pregunto pel noble Gracián, per Teresa la Santa, pel bravo Góngora i el més fort de tots, el senyor Francisco de Quevedo y Villegas. Després exclamo: "Shakespeare! Dante! Hugo…! (I en el meu interior: Verlaine…!)". Després, en acomiadar-me: "- Avi, precís és dir-vos-ho: la meva esposa és de la meva terra; la meva amant, de París". | » |
| — Rubén Darío. "Palabras Liminares". | |   |

En Abrojos, publicat ja a Xile, la influència més acusada és la de l'espanyol Ramón de Campoamor. Quant a Rimas, publicat també a Xile i en el mateix any, va ser escrit per a un concurs de composicions a imitació de les Rimas de Bécquer], per la qual cosa no és estrany que el seu to intimista sigui gaire similar al de les composicions del poeta sevillà. Consta de només catorze poemes, de to amorós, els procediments expressius del qual -estrofes de peu trencat, anàfores, antítesis...- són característicament becquerians.

## Recursos formals

### Mètrica
La mètrica és força variada i recupera algunes estrofes clàssiques per la seva musicalitat i ritme. La figura clau és la sinestèsia, que li permet conjugar en una sola imatge diferents suggeriments i que serà l'emblema del modernisme. Darío va fer seu el lema del seu admirat Paul Verlaine: «De la musique avant toute chose». Per a ell, com per a tots els modernistes, la poesia era, abans de tot, música. D'aquí que concedís una enorme importància al ritme. La seva obra va suposar una autèntica revolució en la mètrica castellana. Al costat dels versos tradicionals basats en l'octosíl·lab i l'hendecasíl·lab, Darío va emprar profusament versos gairebé no emprats anteriorment, o ja en desús, com ara l'enneasíl·lab, el dodecasíl·lab i l'alexandrí, enriquint la poesia en llengua castellana amb noves possibilitats rítmiques. Encara que existeixen exemples anteriors d'utilització de l'alexandrí en la poesia castellana del segle xix, la troballa de Darío va consistir en alliberar aquest vers de la rígida correspondència fins aleshores existent entre l'estructura sintàctica del vers i la seva divisió mètrica en dos hemistiquis, recorrent a diversos tipus d'encavalcament. En els poemes de Darío, la cesura entre els dos hemistiquis es troba de vegades entre un article i un nom, entre aquest últim i l'adjectiu que l'ho acompanya, o també en l'interior d'una mateixa paraula.

### Figures retòriques
Una de les figures retòriques clau en l'obra de Darío és la sinestèsia, mitjançant la qual s'aconsegueix associar sensacions pròpies de diferents sentits: especialment la vista -la pintura- i l'oïda -la músic-. Amb relació a la pintura, n'hi ha en la poesia de Darío un gran interès pel color: l'efecte cromàtic s'aconsegueix no només mitjançant l'adjectivació, sovint inusual -per al color blanc, per exemple, s'utilitzen adjectius com "alb", "eburni", "càndid", "lilial" i també "eucarístic"-, sinó mitjançant la comparació amb objectes d'aquest color, els símbols que usa són portadors de bellesa en la cultura tradicional, com el cigne, el color blau o la papallona.. En el poema "Blasón", per exemple, la blancor del cigne se'l compara successivament a la del lli, la Rosa Blanca, l'anyell i l'ermini. Un dels millors exemples d'aquest interès de Darío per aconseguir efectes cromàtics és la seva Sinfonía en Gris Mayor, inclosa a Prosas profanas:
| « | El mar como un vasto cristal azogado refleja la lámina de un cielo de zinc; lejanas bandadas de pájaros manchan el fondo bruñido de pálido gris | » |

### Símbols
La funció de l'art, per a aquest autor, és millorar la vida, per això recorre a imatges boniques que facin entrar el lector en un món millor. Aquests símbols sovint tenen connotacions eròtiques. El símbol més característic de la poesia de Darío és el cigne, identificat amb el modernisme fins al punt que quan el poeta mexicà Enrique González Martínez va voler derogar aquesta estètica ho va fer amb un poema en què exhortava «tòrcer-li el coll al cigne». La presència del cigne és obsessiva en l'obra de Darío, des de Prosas profanas, on l'autor li dedica els poemes "Blasón" i "El cisne", fins Cantos de vida y esperanza, una de les seccions del qual té per títol també "Los cisnes". Salinas explica la connotació eròtica del cigne, amb relació al mite, al qual Darío es refereix algunes vegades, de Júpiter i Leda. Tanmateix, es tracta d'un símbol ambivalent, que de vegades funciona com a emblema de la bellesa i d'altres simbolitza el propi poeta.
El cigne no és l'únic símbol que apareix a la poesia de Rubén Darío. El centaure, en poemes com el "Coloquio de los centauros", en Prosas profanas, expressa la dualitat ànima-cos a través de la seva naturalesa mig humana mig animal. Gran contingut simbòlic tenen també la seva poesia d'imatges espacials, com els parcs i jardins, imatge de la vida interior del poeta, i la torre, símbol del seu aïllament en un món hostil. S'han estudiat en la seva poesia molts d'altres símbols, com el color blau, la papallona o el paó.

### Temes
L'erotisme és un dels temes centrals de la poesia de Rubén Darío. Per a Pedro Salinas, es tracta del tema essencial de la seva obra poètica, al qual tots els altres estan subordinats. Es tracta d'un erotisme bàsicament sensorial, la finalitat del qual és el plaer. L'erotisme es converteix en el poeta en el centre de la seva cosmovisió poètica. Salinas parla de la seva «visió paneròtica del món», i opina que tot el seu món poètic s'estructura d'acord amb aquest tema principal. En l'obra del poeta nicaragüenc, l'erotisme no s'exhaureix en el desig sexual -encara que va escriure diversos poemes, com "Mía", amb explícites referències a l'acte sexual-,37 sinó que es converteix en el que Ricardo Gullón va definir com «anhel de transcendència en l'èxtasi».

## Prosa

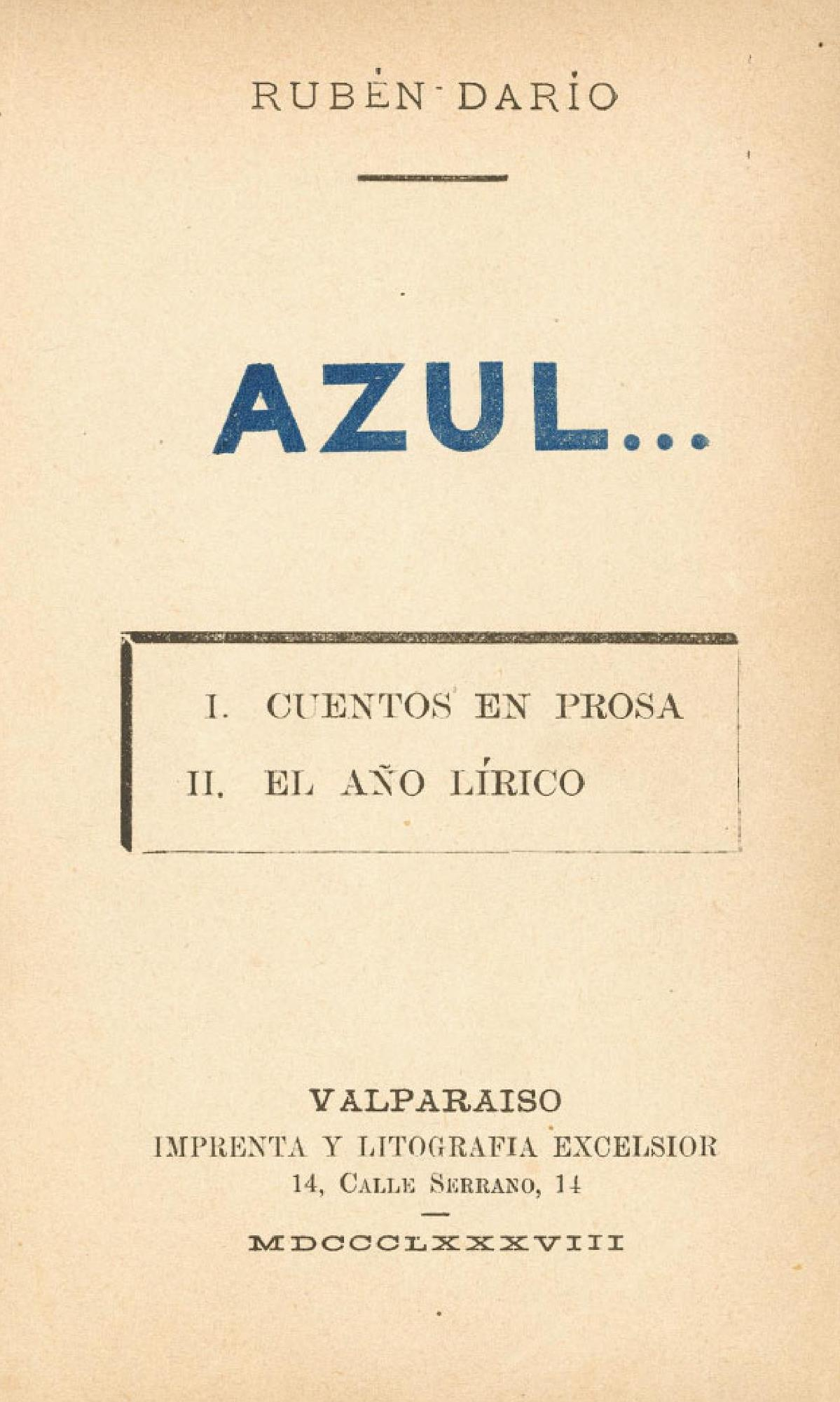
Primera edició del llibre Azul...

Sovint s'oblida que gran part de la producció literària de Darío va ser escrita en prosa. Es tracta d'un heterogeni conjunt d'escrits, la major part dels quals es van publicar en diaris, encara que alguns d'ells van ser posteriorment recopilats en] llibres.

### Novel·la i prosa autobiogràfica
El primer intent per part de Darío] d'escriure una novel·la va tenir lloc poc després de desembarcar a Xile. Juntament amb Eduardo Poirier, va escriure en deu dies, el 1887, un fulletó romàntic titulat Emelina, per a la seva presentació al Certamen Varela, encara que l'obra no es va alçar amb el premi. Més endavant, va tornar a temptar fortuna amb el gènere novel·lesc amb El hombre de oro, escrita cap a 1897, i ambientada en la Roma antiga.
Ja en l'etapa final de la seva vida, va intentar escriure una novel·la, de marcat caràcter autobiogràfic, que tampoc va arribar a acabar. Va aparèixer per lliuraments el 1914 en el diari La Nación, i porta el títol de El oro de Mallorca. El protagonista, Benjamín Itaspes, és un reflex de l'autor, i en la novel·la són recognoscibles personatges i situacions reals de l'estada del poeta a Mallorca.
Entre el 21 de setembre i el 30 de novembre de 1912 va publicar en Caras y caretas una sèrie d'articles autobiogràfics, després recollits en llibre com La vida de Rubén Darío escrita por él mismo (1915). També té interès per al coneixement de la seva obra la Historia de mis libros, apareguda pòstumament, sobre els seus tres llibres més importants (Azul..., Prosas profanas i Cantos de vida y esperanza).

### Relats
L'interès del autor pel relat breu és des de ben aviat]. Els seus primers contes, "A las orillas del Rhin" i "Las albóndigas del coronel" daten de 1885-1886. Són especialment destacables els relats recollits a Azul...,com] "El rey burgués", "El sátiro sordo" o "La muerte de la emperatriz de la China". Continuaria cultivant el gènere durant els seus anys argentins, amb títols com "Las lágrimas del centauro", "La pesadilla de Honorio", "La leyenda de San Martín" o "Thanatophobia".

### Articles periodístics
El periodisme va ser per a Darío la seva principal font d'aliment. Va treballar per a diversos diaris i revistes, en què va escriure un elevadíssim nombre d'articles, alguns dels quals van ser després recopilats en llibres, seguint criteris cronològics o temàtics.

### Cròniques
Són molt destacables España contemporánea (1901), que recull les seves impressions de l'Espanya immediatament posterior al desastre de 1898, i les cròniques de viatges a França i Itàlia recollides en Peregrinaciones (1901). En El viaje a Nicaragua e Intermezzo tropical recull les impressions que li va produir el seu breu retorn a Nicaragua el 1907.

### Crítica literària
Té gran importància en el conjunt de la seva producció la col·lecció de semblances Los Raros (1896), una espècie de vademècum per a l'interessat en la nova poesia. Crítiques d'altres autors estan recollides a Opiniones (1906), Letras (1911) i Todo al vuelo (1912).

## Llegat
La influència de Rubén Darío va ser immensa en els poetes de començaments de segle, tant a Espanya com a Amèrica. Molts dels seus seguidors, tanmateix, van canviar aviat de rumb: és el cas, per exemple, de Leopoldo Lugones, Julio Herrera y Reissig, Juan Ramón Jiménez o Antonio Machado.
Va arribar a ésser un poeta extremament popular, les obres del qual es memoritzaven en les escoles de tots els països castellanoparlants i eren imitades per centenars de joves poetes. Això, paradoxalment, va ésser perjudicial per a la recepció de la seva obra. Després de la Primera Guerra Mundial, amb el naixement de les avantguardes literàries, els poetes van girar l'esquena a l'estètica modernista, que consideraven antiquada i excessivament retoricista.
Els poetes del segle XX han mostrat cap a l'obra de Darío actituds divergents. Entre els seus principals detractors figura Luis Cernuda, que reprotxava al nicaragüenc el seu afrancesament superficial, la seva trivialitat i la seva actitud "escapista". En canvi, va ser admirat per poetes tan distanciats del seu estil com Federico García Lorca i Pablo Neruda, encara que el primer es va referir a "el seu mal gust encantador, i els «ripios» descarats que omplen d'humanitat la multitud dels seus versos". L'espanyol Pedro Salinas li va dedicar l'assaig La poesía de Rubén Darío, el 1948.
El poeta mexicà Octavio Paz, en diversos textos dedicats a Darío i al modernisme, va subratllar el caràcter fundacional i rupturista de l'estètica modernista, per a ell inscrita en la mateixa tradició de la modernitat que el romanticisme i el surrealisme. A Espanya, la poesia de Rubén Darío va ser reivindicada en els anys 60 pel grup de poetes coneguts com els "novíssims", i molt especialment per Pere Gimferrer, qui va titular un dels seus llibres, en clar homenatge al nicaragüenc, Los raros (1985).

## Obra

### Poesia (primeres edicions)
- Abrojos. Santiago de Chile: Imprenta Cervantes, 1887.
- Rimas. Santiago de Chile: Imprenta Cervantes, 1887.
- Azul.... Valparaíso: Imprenta Litografía Excelsior, 1888. Segona edició, ampliada: Guatemala: Imprenta de La Unión, 1890. Tercera edició: Buenos Aires, 1905.
- Canto épico a las glorias de Chile Editor MC0031334: Santiago de Xile, 1887.[43]
- Primeras notas, [Epístolas y poemas, 1885]. Managua: Tipografía Nacional, 1888.
- Prosas profanas y otros poemas. Buenos Aires, 1896. Segona edició, ampliada: París, 1901.
- Cantos de vida y esperanza. Los cisnes y otros poemas. Madrid, Tipografía de Revistas de Archivos y Bibliotecas, 1905.
- Oda a Mitre. París: Imprimerie A. Eymeoud, 1906.
- El canto errante. Madrid, Tipografía de Archivos, 1907.
- Poema del otoño y otros poemas, Madrid: Biblioteca "Ateneo", 1910.
- Canto a la Argentina y otros poemas. Madrid, Imprenta Clásica Española, 1914.
- Lira póstuma. Madrid, 1919.

### Prosa (primeres edicions)
- Los raros. Buenos Aires: Talleres de "La Vasconia", 1896. Segona edició, aumentada: Madrid: Maucci, 1905.
- España contemporánea. París: Librería de la Vda. de Ch. Bouret, 1901.
- Peregrinaciones. París. Librería de la Vda. de Ch. Bouret, 1901.
- La caravana pasa. París: Hermanos Garnier, 1902.
- Tierras solares. Madrid: Tipografía de la Revista de Archivos, 1904.
- Opiniones. Madrid: Librería de Fernando Fe, 1906.
- El viaje a Nicaragua e Intermezzo tropical. Madrid: Biblioteca "Ateneo", 1909.
- Letras (1911).
- Todo al vuelo. Madrid: Juan Pueyo, 1912.
- La vida de Rubén Darío escrita por él mismo. Barcelona: Maucci, 1913.
- La isla de oro (1915) (inacabada).
- Historia de mis libros. Madrid, Librería de G. Pueyo, 1916.
- Prosa dispersa. Madrid, Mundo Latino, 1919.

### Obres completes
- Obras completas. Prólogo de Alberto Ghiraldo. Madrid: Mundo Latino, 1917-1919 (22 volúmenes).
- Obras completas. Edición de Alberto Ghiraldo y Andrés González Blanco. Madrid: Biblioteca Rubén Darío, 1923-1929 (22 volúmenes).
- Obras poéticas completas. Madrid: Aguilar, 1932.
- Obras completas. Edición de M. Sanmiguel Raimúndez y Emilio Gascó Contell. Madrid: Afrodisio Aguado, 1950-1953 (5 volúmenes).
- Poesías. Edición de Ernesto Mejía Sánchez. Estudio preliminar de Enrique Ardenson Imbert. México: Fondo de Cultura Económica, 1952.
- Poesías completas. Edición de Alfonso Méndez Plancarte. Madrid: Aguilar, 1952. Edición revisada, por Antonio Oliver Belmás, el 1957.
- Obras completas. Madrid: Aguilar, 1971 (2 volúmenes).
- Poesía. Edición de Ernesto Mejía Sánchez. Caracas: Biblioteca Ayacucho, 1977.
- Obras completas. Madrid: Aguilar, 2003. (Reprodueix l'edició de Poesías completas de 1957).
- Obras completas. Edición de Julio Ortega con la colaboración de Nicanor Vélez. Barcelona: Galaxia Gutenberg, 2007- ISBN 978-84-8109-704-7.

### Algunes edicions actuals
- Autobiografía. Oro de Mallorca. Introducción de Antonio Piedra. Madrid, Mondadori, 1990. ISBN 84-397-1711-3.
- Azul.../ Cantos de vida y esperanza. Edición crítica de José María Martínez. Madrid, Cátedra, 2000. ISBN 84-376-1371-X.
- Páginas escogidas. Edición de Ricardo Gullón. Madrid: Cátedra, 1988. ISBN 84-376-0184-3.
- Prosas profanas. Edición de José Olivio Jiménez. Madrid, Alianza Editorial, 1992. ISBN 84-206-0568-9.
- Prosas profanas y otros poemas. Edición de Ignacio M. Zulueta. Madrid, Castalia (col. "Clásicos Castalia" nº 132), 1992. ISBN 84-7039-416-9.
- Prosas profanas y otros poemas. Edición de Ricardo Llopesa. Madrid, Espasa Calpe (col. "Austral"), 2013. ISBN 9788467025422